# بيير ايمانويل
بيير ايمانويل (بالفرنسية: Pierre Emmanuel)‏ هو عضو في المقاومة الفرنسية ‏ وكاتب وصحفي وشاعر فرنسي، ولد في 3 مايو 1916 في Gan, Pyrénées-Atlantiques ‏ في فرنسا، وتوفي في 22 سبتمبر 1984 في باريس في فرنسا.

## وصلات خارجية
- بيير ايمانويل على موقع الموسوعة البريطانية (الإنجليزية)
- بيير ايمانويل على موقع مونزينجر (الألمانية)